# Trà xanh
Trà xanh hay chè xanh được làm từ lá của cây trà chưa trải qua công đoạn làm héo và oxy hóa giống với cách chế biến trà Ô Long và trà đen. Trà xanh có nguồn gốc ở Trung Quốc nhưng quy trình sản xuất lan rộng tới nhiều quốc gia ở châu Á. Trà xanh có nhiều loại, mà khác biệt đáng kể do sự đa dạng của cây trà được sử dụng, điều kiện trông trọt, phương pháp canh tác, quá trình trồng trọt và thời gian thu hái. Uống trà xanh được xem là có lợi cho sức khỏe.

## Lịch sử
Việc sử dụng trà có nguồn gốc thần thoại ở Trung Quốc trong thời hoàng đế Thần Nông trị vì.
Cuốn sách Trà Kinh của Lục Vũ vào khoảng năm 600-900 sau Công nguyên (đời nhà Đường) (giản thể: 茶经; phồn thể: 茶經; bính âm: chájīng), được coi là kinh thư lịch sử quan trọng về trà xanh. Sách Kissa Yojoki (喫茶養生記) của nhà tu hành Eisai phái Thần Tông năm 1191, có nói về các uống trà có thể ảnh hưởng tới 5 bộ phận cơ thể quan trọng, hình dạng cây trà, hoa và lá trà, cách trồng và chế biến trà xanh.

## Trồng, thu hoạch và chế biến
Trà xanh được chế biến và trồng theo nhiều cách, tùy thuộc vào loại trà xanh mong muốn. Kết quả của các phương pháp này, lượng polyphenol và các hợp chất hữu cơ dễ bay hơi được giữ lại, ảnh hưởng đến mùi thơm và hương vị. Các điều kiện phát triển có thể được chia thành hai loại cơ bản - những loại được trồng dưới ánh mặt trời và loại trồng trong bóng mát.
Những cây trà xanh được trồng theo hàng được cắt tỉa để tạo ra các chồi một cách thường xuyên, và nói chung được thu hoạch ba lần một năm. Cây đâm chổi nảy lộc lần đầu là vào cuối tháng 4 và đầu tháng 5. Vụ thu hoạch lần 2 thường diễn ra từ tháng 6 đến tháng 7. Thu hái lần cuối là vào cuối tháng 7 và đầu tháng 8. Thỉnh thoảng cũng có đợt thu hái trà lần thứ 4. Đó là lần đâm chổi đầu tiên vào mùa xuân do những lá trà có chất lượng tốt nhất, tương ứng với giá thành cao hơn.
Trà xanh có chế biến bằng cả phương pháp thủ công và hiện đại. Phơi khô dưới ánh nắng, sao khô trên chảo, rổ, than hoa là những phương pháp thủ công phổ biến. Sấy khô trong lò, thùng quay hoặc hấp là những phương pháp phổ biến hiện đại. Các loại trà xanh được chế biến, được gọi là aracha, được lưu trữ dưới độ lạnh có mức ẩm thấp trong 30–60 kg túi giấy ở mức nhiệt 0–5 °C (32–41 °F).
Loại trà aracha vẫn chưa được tinh chế ở giai đoạn này, với một lần sấy cuối cùng diễn ra trước khi pha trộn, chọn lựa và đóng gói. Lá trà trong trạng thái này sẽ được sấy khô lại trong suốt cả năm nếu cần, làm trà xanh kéo dài thời gian sử dụng và có hương vị thơm ngon hơn. Trà nảy mầm đầu tiên vào tháng 5 dễ dàng lưu trữ theo cách này cho đến vụ thu hái của năm sau. Sau quá trình sấy lại này, mỗi lô trà thô sẽ được sàng lọc và phân loại theo kích cỡ. Cuối cùng, từng lô sẽ được pha trộn theo thứ hạng pha trộn bởi các chuyên gia nếm và được đóng gói đem bán.

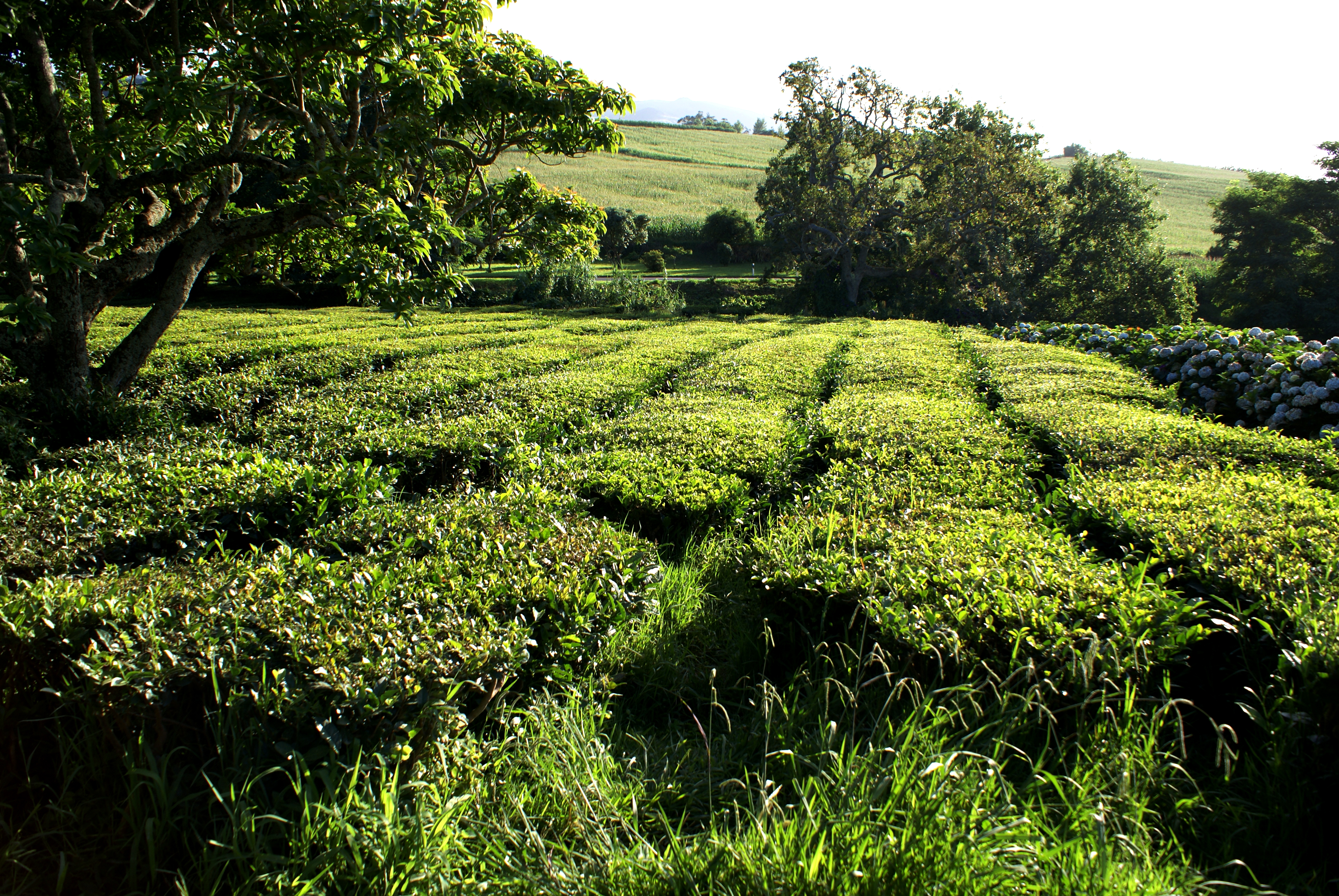
Những cánh đồng trà ở chân đồi Gorreana, Quần đảo Azores, Bồ Đào Nha: khu vực châu Âu duy nhất ngoài Georgia hỗ trợ sản xuất trà xanh
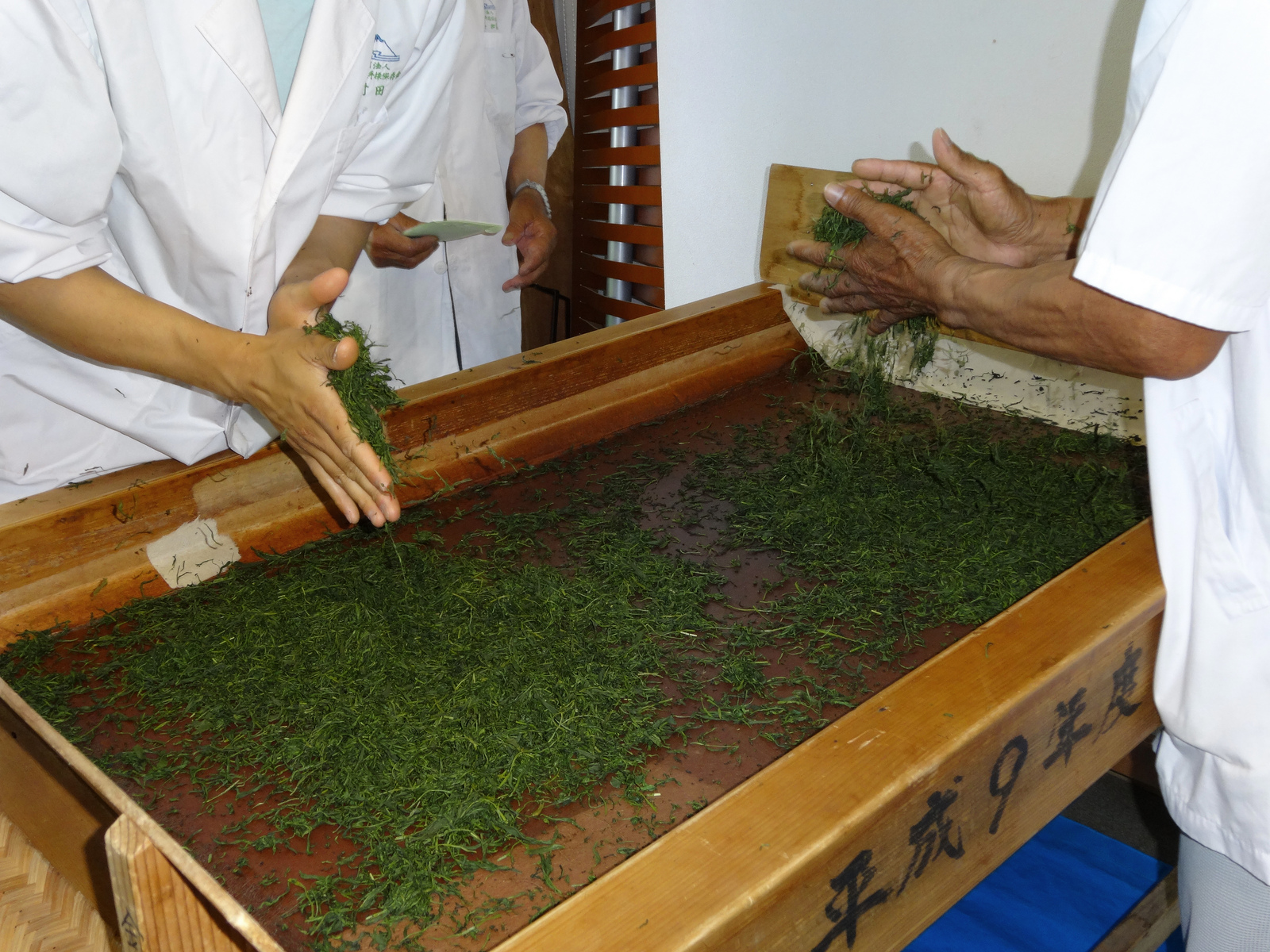
Lá trà xanh được vò bằng tay sau khi hấp
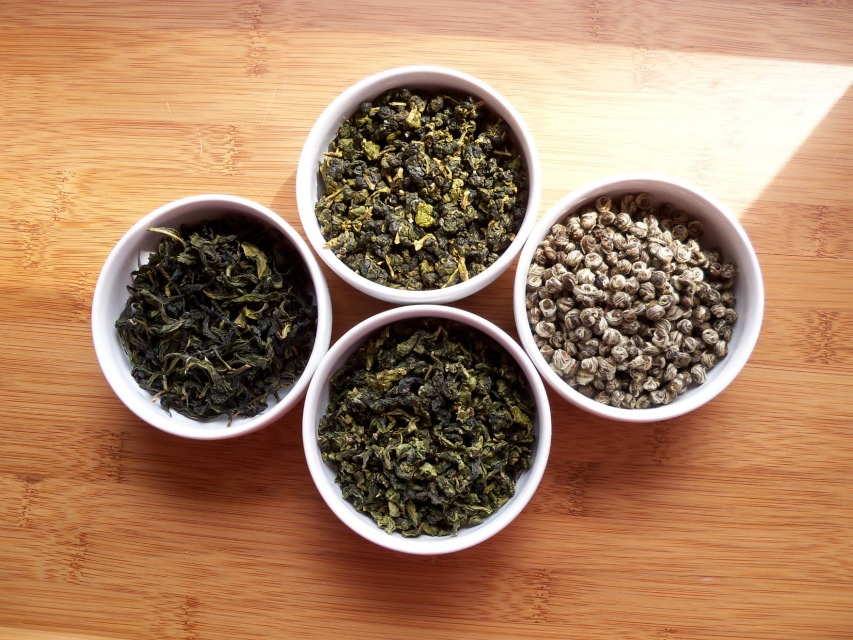
Bốn loại trà xanh trước khi ủ

## Pha trà
Hãm trà hay pha trà là cách để tạo ra nước trà, thường sử dụng hai gam trà mỗi 100 ml nước tương đương khoảng 1 thìa cà phê trà xanh trong 150 ml mỗi cốc. Các loại trà chất lượng cao hơn, như "gyokuro", pha nhiều lá trà được hãm với nước sôi nhiều lần trong khoảng thời gian ngắn.
Nhiệt độ nước dùng để hãm dao động từ 61 °C đến 87 °C với thời gian từ 30 giây đến ba phút. Nói chung, trà xanh chất lượng thấp được hãm nóng hơn và lâu hơn trong khi trà xanh loại tốt được hãm nguội hơn và ngắn hơn, nhưng thường hãm nhiều lần (thường là 2-3 lần). Nước hãm trà quá nóng hoặc hãm quá lâu dẫn đến giải phóng quá mức lượng chất tannin có trong trà, làm nước trà đặc và đắng hơn, bất kể chất lượng trà ban đầu. Hương vị của nước trà cũng ảnh hưởng do kỹ thuật hãm trà. Hai kỹ thuật quan trọng là tráng ấm trà qua nước nóng trước để tránh trà bị nguội và để lá trà trong ấm rồi từ từ rót thêm nước sôi khi uống.

## Chiết xuất
Chiết xuất trà xanh được dùng trong y học cổ truyền Trung Quốc và Ấn Độ với nhiều cách khác nhau.
Lá trà xanh ban đầu được chế biến bằng cách ngâm trong dung dịch cồn, dung dịch này có thể được làm cô đặc hơn nữa ở các nhiều mức độ; các sản phẩm phụ của quá trình này cũng được đóng gói và sử dụng. Sản phẩm chiết xuất có thể được bán dưới dạng lỏng, bột, viên nang hoặc viên nén. Dạng không chứa caffein cũng đã có bán sẵn.
Tiêu chuẩn chiết xuất trà xanh là 90 phần trăm tổng số polyphenol, và 1 viên tương đương với 5 tách trà.

## Trên thế giới

### Trung Quốc
Trà xanh sợi là loại trà phổ biến nhất tại Trung Hoa kể từ thời Nam Tống.
Trà xanh Trung Hoa thời kỳ đầu được chế biến bằng cách hấp lá trà, ngày nay vẫn còn tại Nhật Bản. Sau đó, đầu thời nhà Minh, trà thường được chế biến bằng cách sao khô trên chảo. Ngày nay, các cách chế biến khác được áp dụng ở Trung Quốc như sấy  trong giỏ hoặc lò, thùng quay, phơi nắng.
Trước thời nhà Minh (thế kỷ 14), trà chính thức được sản xuất bằng cách hấp lá trà và nén thành nhiều dạng khác nhau. Người thời đó không kinh doanh trà vì chỉ có duy nhất mặt hàng là trà xanh. Tuy nhiên đây không phải trà thông thường, mà là trà xanh thô. Nó có vị đắng và vị chát hơn nhiều so với loại trà chúng ta vẫn quen, gây khó chịu cho dạ dày và không phải là loại trà mà người ta có thể uống nhiều. Vào thời nhà Đường (thế kỷ thứ 9), những khối trà được sao nóng trên lửa trước khi được đưa vào hấp. Vào thời nhà Tống, trà được xay và lấy nước.
Loại trà ngày nay (từ thế kỷ 14) mà chúng ta thường dùng được hãm bằng cách ngâm trà theo phương pháp hoàn toàn khác. Để giữ được hương vị tươi mới và tràn đầy sinh lực của lá trà mới hái cũng như màu xanh đậm, phải trải qua công đoạn sao khô trong những chiếc bát đặc biệt. Ảnh hưởng của trà đối với cơ thể trở nên ít nghiêm trọng hơn trong khi nó có được chất lượng hương vị vượt trội. Quá trình này mang một cái tên kỳ diệu là sát thanh (shāqīng, 杀青). Về cơ bản, mục đích chính của nó là làm khô lá trà nhanh nhất, loại bỏ tất cả quá trình oxy hóa tự nhiên trong lá trà, bảo quản và tránh sự lên men và phai màu của nhựa trà. Nếu vì lý do nào đó mà trà mất đi màu xanh và hương vị tươi thì nó được coi là không còn ngon nữa.
Tất cả đặc điểm của trà được gọi là tam thanh: màu của lá trà khô, màu xanh của lá trà được hãm và màu sắc của cặn trà. Trà xanh đạt chuẩn cần có: hương vị thanh và the, hương dịu và hậu vị ngọt ngào.
Trà xanh là loại trà được sản xuất rộng rãi nhất ở Trung Quốc, sản lượng gần 1,42 triệu tấn được trồng vào năm 2014.
Loại trà hảo hạng tại Trung Quốc chỉ được trồng vào mùa xuân. Việc thu hái nhiều giá trị nhất diễn ra vào cuối tháng 3, khi những đọt trà tươi non đầy nhựa sống và giàu chất dinh dưỡng. Một thời gian sau, đến cuối tháng 4, trà xanh tốt cũng được thu hoạch tuy nhiên đơn giản hơn và chi phí thấp hơn. Vào tháng 5, hoa được thêm vào trà xanh vì hương vị của nó thiếu độ tươi. Đây là nơi bắt nguồn của trà hoa. Mùa hè, thu, đông thì nhu cầu tiêu thụ trong nước không cao.

### Pha trà
Do tỷ lệ lên men thấp (tự nhiên lên đến 5%) và độ mềm của lá, trà xanh được ngâm ở nhiệt độ không vượt quá phạm vi từ 60 đến 85 ° С. Lá trà càng nhỏ và càng mềm hoặc trà mới thì nhiệt độ nước càng thấp để mang lại hương vị của trà.
Đồ đựng trà bằng thủy tinh là sự lựa chọn tốt nhất cho trà xanh, đồ sứ chiếm vị trí thứ hai. Lá trà bên trong bình không nên để bị hấp hơi. Nó làm cho đồ uống trở nên thô, mùi thơm trở nên dịu và có thể biến mất hoàn toàn sau một vài lần ủ trà. Không thể bỏ qua là những chiếc bình làm bằng đất sét và gốm dày. Ở Trung Quốc, một trong những cách phổ biến nhất để pha trà xanh là trong thủy tinh trong suốt cao. Thậm chí còn có một buổi trà đạo độc lập với những chiếc ly.
Trà xanh mất đi hương vị tươi mới khá sớm. Do đó ở Trung Quốc có phong tục ủ hết từ vụ thu hoạch này đến vụ thu hoạch khác. Hầu hết các giống cây trồng mất đi các đặc điểm hương vị tốt nhất của chúng trong vài tháng.
Trữ lượng lớn trà xanh tốt hơn nên được bảo quản trong tủ lạnh. Nếu nó ở trên - hay dưới nhiệt độ không gần như vẫn là vấn đề triết học. Chúng ta cần làm chậm quá trình lão hóa của lá mềm, giữ được hương vị của nó. Buồng làm mát tiêu chuẩn (với nhiệt độ bên trong khoảng +5 ° С) phục vụ mục đích này khá tốt. Những người phản đối việc bảo quản trong tủ đông (nơi nhiệt độ khoảng -10 ° С) đề cập đến khả năng hơi ẩm ngưng tụ xâm nhập vào các gói trà trong quá trình đóng băng và không đóng băng của lá. Do đó, tốt hơn hết bạn nên lưu trữ các gói chân không ở đó mà không cần kéo chúng qua lại.
Tủ lạnh gia đình thường ẩn chứa các loại mùi khác nhau có thể xâm nhập vào gói trà chưa được đóng kín. Vì vậy, hầu hết các quyết định đúng đắn sẽ là: bảo quản bằng túi chân không trong tủ lạnh hoặc tủ đông, trong khi trà chưa đóng gói được bảo quản ở nhiệt độ phòng với gói được cắt nhỏ và sử dụng trong vòng 1-3 tháng. Không pha quá nhiều trà xanh và phải luôn tươi.

### Nhật Bản

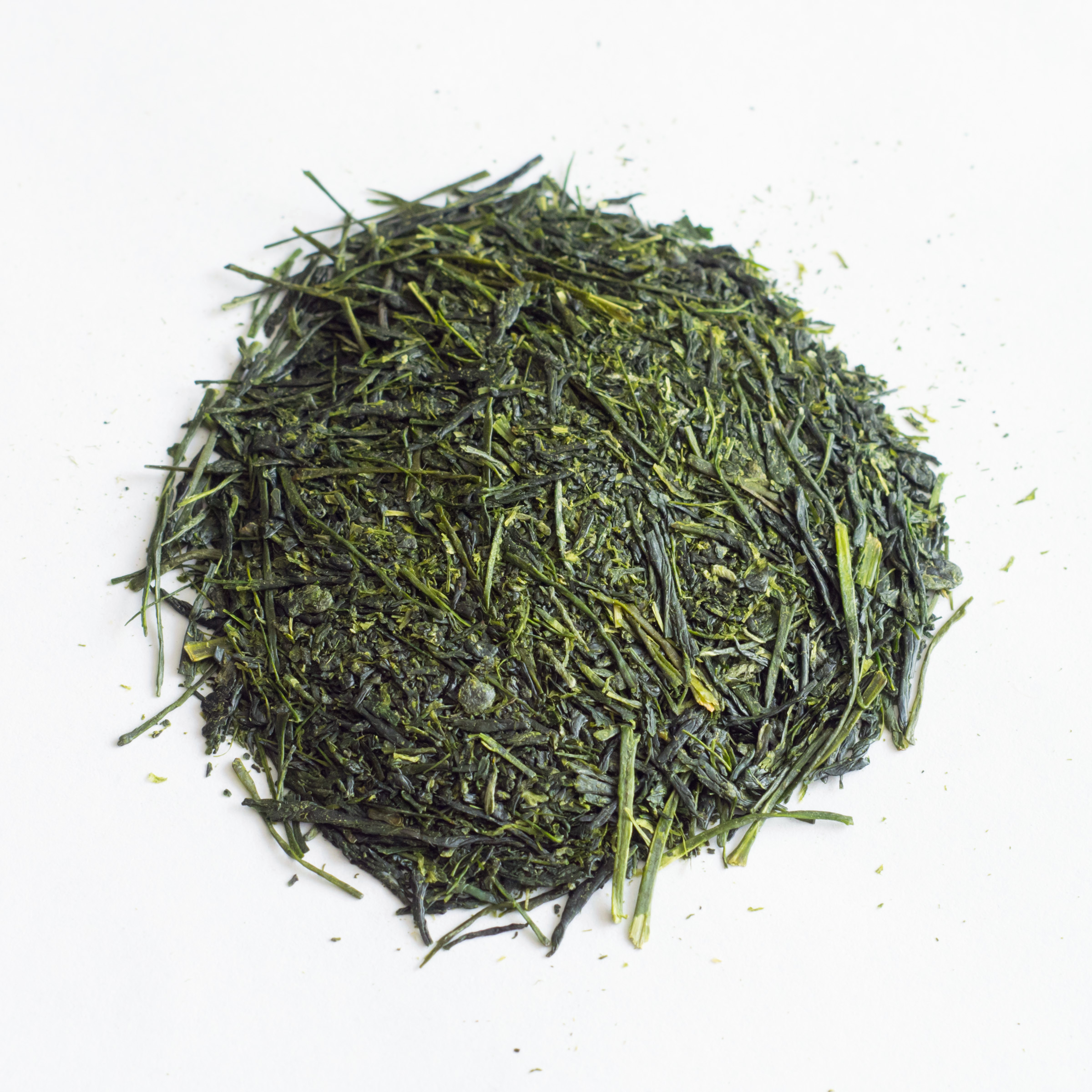
Trà xanh Sencha, dạng trà phổ biến nhất ở Nhật Bản.

Hạt giống cây trà lần đầu tiên được đưa đến Nhật Bản vào đầu thế kỷ thứ 9 bởi các nhà sư Phật giáo Saicho và Kūkai. Trong thời kỳ Heian (794–1185), Hoàng đế Saga đã giới thiệu phong tục uống trà cho hoàng gia. Thiền sư Eisai (1141–1215), người sáng lập trường phái Phật giáo Rinzai, đã mang hạt giống trà từ Trung Quốc về trồng ở nhiều nơi trên đất nước Nhật Bản. Eisai chủ trương rằng tất cả mọi người, không chỉ các nhà sư Phật giáo và tầng lớp thượng lưu, uống trà vì lợi ích sức khỏe của nó.
Vùng sản xuất trà lâu đời nhất ở Nhật Bản là Uji, nằm gần cố đô của Kyoto. Người ta cho rằng hạt giống do Eisai gửi đến đã được trồng ở Uji, trở thành cơ sở của ngành công nghiệp trà ở đó. Ngày nay, các loại trà thượng hạng đắt nhất của Nhật Bản vẫn được trồng ở Uji. Khu vực sản xuất trà lớn nhất hiện nay là tỉnh Shizuoka, chiếm 40% tổng sản lượng sencha của Nhật Bản.Các khu vực sản xuất chè lớn khác bao gồm đảo Kyushu và các tỉnh của tỉnh Shiga, tỉnh Gifu và tỉnh Saitama ở miền trung Honshu.
Tất cả trà thương mại được sản xuất ở Nhật Bản ngày nay là trà xanh mặc dù trong một thời gian ngắn, trà đen cũng được sản xuất vào cuối thế kỷ 19 và đầu thế kỷ 20. Sản xuất chè của Nhật Bản được cơ giới hóa rất nhiều, và được đặc trưng bởi việc sử dụng công nghệ và quy trình hiện đại để nâng cao sản lượng và giảm lao động. Do chi phí lao động cao ở Nhật Bản, chỉ những loại trà chất lượng cao nhất mới được hái và chế biến thủ công theo kiểu truyền thống.
Trà xanh Nhật Bản có hình dạng mỏng như kim và  một màu xanh đậm, đậm đà. Không giống như các loại trà Trung Quốc, hầu hết các loại trà Nhật Bản được sản xuất bằng cách hấp chứ không phải là sao bằng chảo. Điều này tạo ra màu đặc trưng cho trà, và tạo ra một hương vị cỏ ngọt hơn. Quy trình cán / sấy cơ học sau đó làm khô lá trà thành hình dạng cuối cùng. Nước của trà  được hấp tại Nhật Bản có xu hướng bị đục do lượng chất rắn hòa tan cao hơn.
Hầu hết các loại trà Nhật Bản được pha trộn từ lá được trồng ở các vùng khác nhau, ít chú trọng đến yếu tố môi trường có ảnh hưởng đến chất lượng cây trồng hơn ở thị trường Trung Quốc. Do số lượng trà có hạn được sản xuất tại Nhật Bản, phần lớn sản lượng được dành cho thị trường trà thượng hạng. Trà đóng chai và các sản phẩm thực phẩm có hương liệu vị trà thường sử dụng loại trà thương phẩm Nhật Bản ở hạng thấp hơn được sản xuất tại Trung Quốc.
Mặc dù có nhiều loại trà thương mại khác nhau ở Nhật Bản, nhưng phần lớn trà Nhật Bản được sản xuất bằng giống Yabukita được phát triển vào những năm 1950.
Những loại trà xanh phổ biến của Nhật Bảnː
- Bancha
 Một loại trà cấp thấp hơn được hái từ cùng những bụi cây được sử dụng để sản xuất sencha. Nó có một hương vị hơi đậm hơn và được hái vào mỗi vụ sau khi việc trồng sencha kết thúc.[25]
- Genmaicha
 Được làm bằng cách kết hợp lá trà sencha với gạo bung rang lên.
- Gyokuro
 Được trồng dưới bóng râm trong ba tuần trước khi hái,  gyokuro  là một trong những loại trà độc quyền nhất được sản xuất ở Nhật Bản.[26] Kỹ thuật trồng dưới bóng râm mang lại hương vị ngọt ngào hơn và tạo ra màu sắc đặc biệt phong phú nhờ lượng chất diệp lục cao hơn trong lá được trồng dưới bóng râm. Trà Gyokuro gắn liền với vùng Uji, vùng trồng trà đầu tiên ở Nhật Bản. Thành phẩm loại này thường được thực hiện bằng cách sử dụng các giống cây trà có lá nhỏ hơn.[27]
- Hōjicha
 Loại trà này được làm bằng cách rang lá  sencha  hoặc  bancha  với cành cây  kukicha .[28]
- Kabusecha
 Tương tự như gyokuro, kabusecha chỉ được che trong bóng râm trong một tuần trước khi tuốt. Hương vị của nó có phần giữa hương vị của gyokuro và sencha bình thường.[26][27]
- Kukicha
 Một loại trà được pha trộn từ lá và thân sencha.[29]
- Matcha
 Giống như gyokuro, matcha được che dưới bóng râm trước khi tuốt. Lá được tuốt và chế biến được gọi là tencha. Thành phẩm này sau đó được nghiền thành bột mịn, được gọi là matcha. Vì bột trà rất dễ bị hư hỏng nên matcha thường được bán với số lượng ít, thường có giá khá đắt.[28] Matcha là loại trà được dùng trong nghi thức trà đạo Nhật Bản. Matcha được chuẩn bị bằng cách khuấy tan bột trà với nước nóng trong một cái bát, cho đến khi bề mặt nổi bọt. Nếu nước quá nóng, trà có thể bị đắng.[30]
- Sencha
 Loại trà này được sản xuất trong suốt vụ trà, và là phong cách tiêu chuẩn ngày nay, chiếm 80% tổng số trà được sản xuất tại Nhật Bản.[31] 90%  sencha  được trồng từ giống  Yabukita.[24]
- Shincha
 Vụ thu hoạch trà sớm đầu tiên, được hái trước khi đâm chồi, được gọi là shincha. Shincha được làm từ những lá mới phát triển non nhất, và được tuốt từ đầu tháng Tư đến đầu tháng Năm. Shincha thường dùng để chỉ thu hoạch sớm của sencha, nhưng có thể để chỉ bất kỳ loại trà nào được hái vào đầu mùa, trước khi thu hoạch chính. Do số lượng có hạn trong quá trình sản xuất, shincha được đánh giá cao và giá thành đắt đỏ để có thể mua.[32]

### Hàn Quốc

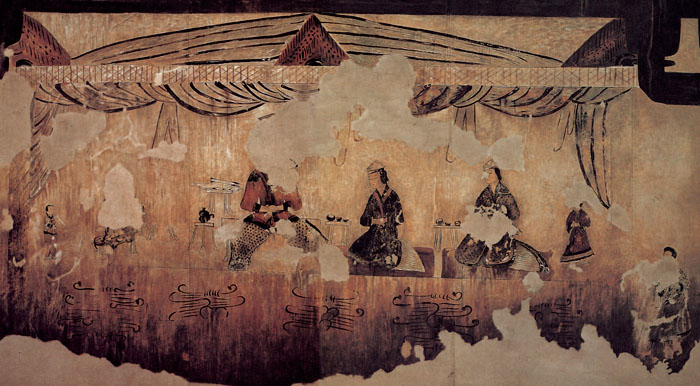
Gakjeochong, một lăng tẩm Goguryeo, cho thấy một hiệp sĩ uống trà với hai phụ nữ (thế kỷ thứ 5-6).

Theo Garakgukgi trích dẫn trong biên niên sử Tam quốc di sự, hoàng hậu trong thần thoại Heo Hwang-ok, công chúa của nước Ayodhya kết hôn với Vua Suro của Gaya, bà đã mang cây trà từ Ấn Độ và trồng tại Baegwolsan, một ngọn núi nay thuộc tỉnh Changwon.:3
Tuy nhiên lại có quan điểm rộng khắp cho rằng việc trồng trà có hệ thống do sự phổ biến văn hóa trà từ Trung Hoa bởi các nhà sư đạo Phật 
vào khoảng thể kỷ thứ 4.
Trong số những ngôi chùa Phật giáo sớm nhất ở Hàn Quốc, Bulgapsa (được thành lập năm 384 ở Yeonggwang), Bulhoesa (thành lập năm 384 ở Naju) và Hwaeomsa (thành lập năm 544 tại Gurye) tuyên bố là cái nôi của nền văn hoá trà Hàn Quốc.
Trà xanh thường được dâng lên Đức Phật cũng như đối với linh hồn của tổ tiên đã khuất. Văn hóa trà tiếp tục khởi sắc dưới thời Goryeo, với việc dâng trà trở thành một phần của nghi lễ quốc gia lớn nhất và nhiều thị trấn trà được hình thành xung quanh các ngôi đền. Seon- phong tục lễ nghi Phật giáo chiếm ưu thế. Trong suốt thời đại Joseon, tuy văn hóa trà của Hàn Quốc đã trải qua thế tục hóa, cùng với chính nền văn hóa Hàn Quốc.
Nghi lễ truyền thống của Hàn Quốc jesa, còn gọi là charye (차례; 茶禮, "lễ trà"), có nguồn gốc từ chữ darye (다례; 茶禮), việc thực hành dâng trà như một nghi thức truyền thống đơn giản xuất phát từ hoàng gia và giới quý tộc thời Joseon.
Văn hóa trà của Hàn Quốc đã bị đàn áp mạnh mẽ bởi phát xít Nhật trong thời kỳ Nhật chiếm đóng (1910‒1945) và tiếp theo là cuộc Chiến tranh Triều Tiên (1950‒1953) làm cho truyền thống trà tại Hàn Quốc thậm chí khó có thể tồn tại.
Cách trà Hàn Quốc phục hồi bắt đầu vào thập niên 70, quanh Dasolsa. Sản xuất trà xanh thương mại tại Hàn Quốc cũng chỉ bắt đầu vào những năm 70, và vẫn ở mức 20% của Đài Loan và 3.5% của Nhật Bản năm 2012.
Ngày nay trà xanh không được ưa chuộng phổ biến như cà phê hay các loại trà truyền thống khác của Hàn Quốc. Mức tiêu thụ trà xanh bình quân đầu người hàng năm tại Hàn Quốc năm 2016 là 0,16 kg (0,35 lb), so với cà phê là 3,9 kg (8,6 lb).
Tuy nhiên gần đây, khi thị trường cà phê đạt đến một điểm bão hòa, sản lượng tiêu thụ trà của Hàn Quốc đã tăng gấp đôi trong giai đoạn 2010‒2014, khi nhập khẩu trà trong các năm từ 2009-2015, mặc dù mức thuế suất rất ca (513.6% với trà xanh, so với 40% trà đen, 8% cho cà phê đã chế biến/rang và 2% với hạt cà phê thô).
Trà xanh Hàn Quốc có thể được phân thành nhiều loại dựa trên một vào yếu tố khác nhau. Phổ biến nhất là dựa vào độ xanh tươi, hoặc thời điểm thu hoạch lá trong năm (và cũng do kích cỡ lá trà).

## Lợi ích sức khỏe
Trà xanh thông thường chứa 99,9% nước, cung cấp 1 kcal cho mỗi khẩu phần 100 mL, không có hàm lượng chất dinh dưỡng đáng kể (bảng) và chứa các chất phytochemical như polyphenol và caffeine.
Nhiều tuyên bố về lợi ích sức khỏe của trà xanh đã được đưa ra, nhưng nghiên cứu lâm sàng trên người không tìm thấy bằng chứng xác thực về lợi ích.
Vào năm 2011, một hội đồng các nhà khoa học đã công bố một báo cáo về những tuyên bố về tác dụng đối với sức khỏe theo yêu cầu của Ủy ban Châu Âu: nhìn chung họ nhận thấy rằng những tuyên bố đưa ra cho trà xanh không được chứng minh bởi đầy đủ bằng chứng khoa học. Mặc dù trà xanh có thể tăng cường sự tỉnh táo do hàm lượng caffeine trong trà, nhưng chỉ có bằng chứng yếu ớt, không thể thuyết phục được rằng việc uống trà xanh thường xuyên ảnh hưởng đến nguy cơ ung thư hoặc bệnh tim mạch, và không có bằng chứng cho thấy nó có lợi cho giảm cân.
Sử dụng trà xanh như một sản phẩm bổ sung cho sức khỏe có liên quan đến việc cải thiện một chút chất lượng cuộc sống tổng thể.
Một đánh giá năm 2020 của Cochrane Collaboration đã liệt kê một số tác dụng ngoại ý tiềm ẩn bao gồm rối loạn tiêu hóa, nồng độ men gan cao hơn và hiếm gặp hơn là mất ngủ, tăng huyết áp và phản ứng da.

### Ung thư
Nghiên cứu đã chỉ ra rằng không có bằng chứng tốt cho thấy trà xanh giúp ngăn ngừa hoặc điều trị ung thư ở người.
Mối liên hệ giữa việc tiêu thụ trà xanh và nguy cơ mắc một số bệnh ung thư như ung thư dạ dày và ung thư da không phải khối u ác tính là không rõ ràng do bằng chứng không nhất quán hoặc không đầy đủ.
Trà xanh cản trở thuốc hóa trị bortezomib (Velcade) và các chất ức chế proteasome dựa trên axit boronic khác, và những người dùng những loại thuốc này nên tránh.

### Bệnh lý tim mạch
Các nghiên cứu quan sát cho thấy có mối tương quan nhỏ giữa việc tiêu thụ trà xanh hàng ngày và giảm 5% nguy cơ tử vong do bệnh tim mạch. Trong một phân tích tổng hợp năm 2015 về các nghiên cứu quan sát như vậy, việc tăng một tách trà xanh mỗi ngày có tương quan với nguy cơ tử vong do các nguyên nhân tim mạch thấp hơn một chút. Tiêu thụ trà xanh có thể tương quan với việc giảm nguy cơ đột quỵ.
Các phân tích tổng hợp của các thử nghiệm ngẫu nhiên có đối chứng cho thấy rằng uống trà xanh trong 3-6 tháng có thể làm giảm một lượng nhỏ (khoảng 2–3 mm Hg mỗi người) trong huyết áp tâm thu và huyết áp tâm trương.
Một đánh giá hệ thống riêng biệt và phân tích tổng hợp các thử nghiệm ngẫu nhiên có đối chứng cho thấy rằng tiêu thụ 5-6 tách trà xanh mỗi ngày có liên quan đến việc giảm nhẹ huyết áp tâm thu (2 mmHg) nhưng không dẫn đến sự khác biệt đáng kể về huyết áp tâm trương.

## Hình ảnh
Những loại trà xanh nổi tiếng được sản xuất tại Trung Quốc ngày nay bao gồm:
| Tên                             | Ảnh                  | Chú thích |
| ------------------------------- | -------------------- | --- |
| Bích Loa Xuân 碧螺春            |                      | Xuất xứ từ Giang Tô, loại trà này được đặt tên theo hình dạng của lá, cong lại giống như ốc sên. |
| Trân Mi 珍眉                    |                      | Trà có tên tiếng Quảng Đông là Chun Mee (hàng lông mày quý giá), nổi tiếng bên ngoài khu vực Đại lục, có vị giống vị quả mận. |
| Châu Trà 珠茶                   |                      | Mỗi lá trà khi sấy khô cuộn lại thành một viên nhỏ như thuốc súng. |
| Mao Phong Hoàng Sơn             | Mao Phong hạng trung | Một loại trà Mao Phong được trồng tại vùng khí hậu của dãy núi Hoàng Sơn tại tỉnh An Huy. Trà Mao Phong được thu hái bằng cách ngắt nguyên vẹn một búp hai lá trà có cùng kích thước. |
| Trà Long Tỉnh                   |                      | Trồng gần khu vực Hàng Châu tại tỉnh Chiết Giang, Long Tỉnh là loại trà Trung Quốc nổi tiếng nhất, chế biến bằng phương pháp sao trên chảo. Hương vị có đặc trưng xuất phát từ thổ nhưỡng của chính khu vực trồng trà. |
| Lục An Qua Phiến 六安瓜片       | Trà hạt dưa Lục An   | Được trồng tại tỉnh An Huy. Không giống như các loại trà khác của Trung Quốc, hai lá trà được ngắt riêng từ mỗi nhánh, không lấy búp và cuống. Thu hoạch vào cuối mùa, có nhiều vị cỏ hơn các loại trà thông thường khác của Trung Quốc.                                                                                               |
| Thái Bình Hầu Khôi 太平猴魁     |                      | Dùng một giống cây trồng cho ra lá trà lớn khác thường. Thân và lá trà trong quá trình chế biến được làm phẳng thành hình dạng gọi là "hai con dao và một cực". Trà được trồng từ đầu thế kỷ 20 tại khu vực Hầu Khanh, chân núi Hoàng Sơn, Hấp (huyện), tỉnh An Huy. Đạt giải Vua trà Trung Hoa tại Triển lãm trà Trung Quốc năm 2004. |
| Trà Mao Tiêm Tín Dương 信阳毛尖 |                      | Một loại trà Mao Tiêm được trồng tại Tín Dương, tỉnh Hà Nam (Trung Quốc). Trà Mao Tiêm được thu hái bằng cách ngắt một búp cùng với một lá. |